# Gongzhuling
Gongzhuling, tidigare stavat Kungchuling, är en stad på häradsnivå som lyder under Sipings stad på prefekturnivå i Jilin-provinsen i nordöstra Kina. Den ligger omkring 37 kilometer väster om provinshuvudstaden Changchun.